# 哈里森 (內布拉斯加州)
哈里森（英語：Harrison）是一個位於美國內布拉斯加州蘇縣的村。根據2010年美國人口普查，該地共人口251人，而該地的面積約為0.79平方千米。同時該地也是蘇縣的縣治。

## 地理
哈里森的座標為42°41′17″N 103°52′56″W / 42.68806°N 103.88222°W，而該地的平均海拔高度為1483米（即4865英尺）。